# Constitution thaïlandaise de 1946
Pour les articles homonymes, voir Constitution de la Thaïlande.
Constitution thaïlandaise de 1932 Constitution thaïlandaise de 1947
La Constitution thaïlandaise de 1946 était la loi fondamentale de la Thaïlande. Elle été signée le 9 mai 1946.
Un mois plus tard, le 9 juin 1946, le jeune roi Ananda Mahidol a été retrouvé abattu. Sa mort a été rapidement suivie d'un soulèvement militaire le 8 novembre 1947 qui a abrogé cette jeune Constitution.
Cette Constitution a été considérée en 1972, par Pridi Banomyong, comme étant l'une des constitutions thaïlandaises les plus démocratiques.